# Antiblemma gromatica
Antiblemma gromatica är en fjärilsart som beskrevs av Paul Dognin 1912. Antiblemma gromatica ingår i släktet Antiblemma och familjen nattflyn. Inga underarter finns listade i Catalogue of Life.